# Дунаєвецька волость
Дунаєвецька волость — історична адміністративно-територіальна одиниця Ушицького повіту Подільської губернії з центром у містечку Дунаївці.

## Склад волості
Станом на 1885 рік складалася з 15 поселень, 11 сільських громад. Населення — 10 047 осіб (4 869 чоловічої статі та 5 178 — жіночої), 1384 дворових господарства.
|                     | Площа, десятин | У тому числі орної, десятин |
| ------------------- | -------------- | --------------------------- |
| Сільських громад    | 7835           | 5758                        |
| Приватної власності | 8434           | 4936                        |
| Казенної власності  | —              | —                           |
| Іншої власності     | 491            | 374                         |
| Загалом             | 16760          | 11972                       |

Основні поселення волості:
- Дунаївці — містечко при річці Тернава за 33 версти від повітового міста, 10000 осіб, 214 дворових господарств, волосне правління, 2 православні церкви, костел, кірха, синагога, 5 єврейських молитовних будинки, 2 школи, поштове відділення, поштова станція, трактир, 2 заїжджих двори, 5 заїжджих будинки, крамниця, суконна фабрика, базар по неділях через 2 тижні.
- Антонівка — колишнє власницьке село, 437 осіб, 79 дворових господарств.
- Велика Тернава — колишнє власницьке село при річці Тернава, 940 осіб, 143 дворових господарств, православна церква, школа, 2 заїжджих будинки, кузня.
- Гірчична — колишнє власницьке село при річці Студениця, 1133 осіб, 159 дворових господарств, православна церква, школа, заїжджий будинок, 2 водяних млини.
- Іванківці — колишнє власницьке село, 650 осіб, 114 дворових господарств, православна церква, школа, 2 заїжджих будинки.
- Могилівка — колишнє власницьке село, 880 осіб, 242 дворових господарств, православна церква, заїжджий будинок, цегельня.
- Мушкутинці — колишнє власницьке село при річці Студениця, 520 осіб, 73 дворових господарств, заїжджий будинок.
- Нестерівці — колишнє власницьке село, 1580 особи, 243 дворових господарств, православна церква, школа, 2 заїжджих будинки.
- Остоя — колишнє власницьке село, 212 осіб, 21 дворових господарств.
- Панасівка — колишнє власницьке село при річці Тернава, 405 осіб, 46 дворових господарств.
- Руда-Гірчичнянська — колишнє власницьке село при річці Гнідка, 150 осіб, 53 дворових господарств.
- Січинці — колишнє власницьке село при річці Тернава, 510 осіб, 74 дворових господарств, православна церква, школа, заїжджий будинок.
- Тинна — містечко, 835 осіб, 148 дворових господарств, православна церква, костел, школа, поштове відділення, поштова станція, заїжджий будинок, ярмарок.

## Ліквідація волості
Друга сесія ВУЦВК VII скликання, яка відбувалася 12 квітня 1923 р., своєю постановою «Про новий адміністративно-територіальний поділ України» скасувала волості і повіти, замінивши їх районами. Замість ліквідованої Дунаєвецької волості був утворений Дунаєвецький район, до складу якого ввійшли ще деякі села інших волостей.